# Hottingerita
Hottingerita es un género de foraminífero bentónico de la familia Hottingeritidae, de la superfamilia Loftusioidea, del suborden Loftusiina y del orden Loftusiida. Su especie tipo es Mesoendothyra complanata. Su rango cronoestratigráfico abarca desde el Urgoniense hasta el Barremiense (Cretácico inferior).

## Discusión
Clasificaciones previas incluían Hottingerita en el suborden Textulariina del orden Textulariida o en el orden Lituolida.

## Clasificación
Hottingerita incluye a la siguiente especie:
- Hottingerita complanata †